# Jüdische Gemeinde Hanau
Die Jüdische Gemeinde in Hanau wurde dreimal gegründet und zweimal durch Pogrome zerstört – einmal im Spätmittelalter und das andere Mal in der Zeit des Nationalsozialismus.

## Mittelalterliche Gemeinde
Die Ursprünge der ersten jüdischen Gemeinde in Hanau liegen im Dunkeln. Die ältesten Urkunden, die ihre Existenz belegen, gehen von einer bereits bestehenden Gemeinde aus und stammen vom Beginn des 14. Jahrhunderts (die älteste erhaltene stammt von 1313). Diese kleine Gemeinde besaß eine Synagoge und einen Friedhof, der aber mit dem heute noch existierenden nichts zu tun hat, sondern ungefähr einen Kilometer südöstlich des erhaltenen zu vermuten ist, wo der Flurname „Alter Judenkirchhof“ bestand.
Mitglieder dieser ersten jüdischen Gemeinde der Stadt wurde in den Pestpogromen des Jahres 1349 verfolgt und umgebracht. Ob das Pogrom vonseiten der Herrschaft Hanau initiiert oder gefördert wurde, ist nicht bekannt, allerdings profitierte Ulrich III. von Hanau davon erheblich, indem er sich jüdisches Eigentum aneignete, darunter auch die Synagoge. Weiter behauptete er, der Brand des Hanauer Rathauses 1351 sei auf Brandstiftung durch Juden zurückzuführen, und erhielt unter diesem Vorwand 1351 neue Rechte von Kaiser Karl IV. verliehen, unter anderem in einer Urkunde, die ihm ein umfassendes Judenregal in seiner Herrschaft und darüber hinaus zugestand. In der Stadt Hanau aber existierte von nun ab keine jüdische Gemeinde mehr; nur einzelne Familien lassen sich bis in die Neuzeit hinein nachweisen.

## Vom 17. Jahrhundert bis zur Zeit des Nationalsozialismus
Im Dezember 1603 erließ Graf Philipp Ludwig II. im Rahmen seiner Wirtschaftsförderungspolitik für die Grafschaft Hanau-Münzenberg ein Privileg zur Ansiedlung einer jüdischen Gemeinde in Hanau. Zwischen der Alt- und der Neustadt entstand im Bereich des Zwingers der Altstadtbefestigung die Judengasse (heute: Nordstraße). Die Gemeinde war unmittelbar der gräflichen Verwaltung unterstellt, nicht einer der beiden Stadtverwaltungen von Alt- oder Neustadt Hanau.
Die Gemeinde erhielt zunächst 1605 einen Raum in dem an die Judengasse angrenzenden „Hexen-“ oder „Diebsturm“ der Befestigung der Altstadt Hanau, bis 1608 auf der gegenüberliegenden Seite der (heutigen) Nordstraße die neue Synagoge eröffnet werden konnte. Die damals aus 159 Personen bestehende Gemeinde errichtete auch den heute noch erhaltenen jüdischen Friedhof in Hanau. Hanau entwickelte sich im 17. und 18. Jahrhundert zu einem Zentrum des jüdischen Buchdrucks. Nach der Öffnung des Hanauer Ghettos am Anfang des 19. Jahrhunderts im Zuge der Judenemanzipation wuchs die Gemeinde 1822 auf 540 Personen an (4 % der Gesamtbevölkerung). 1823 wurde hier das Provinzialrabbinat eingerichtet. Die Synagoge blieb am angestammten Platz, ein Gemeindehaus wurde später aber in der Nürnberger Straße 3 erworben. Hier befand sich seit 1890 auch die jüdische Gemeindeschule. Ihre größte Personenzahl erreichte die Gemeinde 1902 mit 654 Mitgliedern (2 % der Stadtbevölkerung). In der Zeit der Weimarer Republik hatten viele Hanauer Juden Positionen in Industrie und Gewerbe inne, so im Diamanthandel, Warenhausbetrieb, Bankwesen und in der Textilindustrie.
Nachdem die Nationalsozialisten am 9. November 1938 im Novemberpogrom auch die Hanauer Synagoge zerstört hatten, hielt die Restgemeinde ihre Gottesdienste im Gemeindehaus. Das Gebäude wurde in den Bombenangriffen des Zweiten Weltkriegs zerstört. Von den 1933 noch 477 Hanauer Juden befanden sich im Juni 1939 noch 82 in der Stadt. 164 Juden wurden im Mai und September 1942 von Hanau im Holocaust in Konzentrations- und Vernichtungslager deportiert. 230 Hanauer Juden wurden im Holocaust ermordet.

## Neugründung 2005
Am 10. April 2005 wurde in Hanau – mit Hilfe des Landesverbandes der Jüdischen Gemeinden in Hessen – zum dritten Mal eine jüdische Gemeinde gegründet. Ihr gehörten bei Gründung 63 Personen an. Ein Großteil der Mitglieder stammt, wie in vielen Jüdischen Gemeinden Deutschlands, aus der ehemaligen Sowjetunion. Am 17. April 2005 wurde in der Wilhelmstraße 11a in Hanau, im Gebäude der ehemaligen Zahnradfabrik Schwahn, die neue Synagoge und das Gemeindezentrum eingeweiht. Die Gemeinde zählt heute 206 Gemeindemitglieder. 2019 rief die Jüdische Gemeinde Hanau zum ersten Mal die Jüdischen Kulturwochen ins Leben. Nach einer pandemiebedingten Pause im Jahre 2020 und dem übergeordneten Festjahr „1700 Jahre Jüdisches Leben in Deutschland“, fanden die Jüdischen Kulturwochen 2022 zum zweiten Mal statt.
2021 startete die Jüdische Gemeinde Hanau erfolgreich das Informationsportal „Judentum Digital“. Die Umsetzung wurde durch die Förderung des Hessischen Informations- und Kompetenzzentrum gegen Extremismus (HKE) ermöglicht. Hauptaugenmerk des Portals ist eine digitale Synagogenführung und Erklärungen der wichtigsten jüdischen Feiertage.
Aufgrund der Coronapandemie wuchs die Idee, die geplanten Begegnungsformate in der Synagoge in den öffentlichen Raum Schule zu verlegen. Daraus entstand ein Projekttag im Rahmen von „Judentum Digital“. Die Karl-Rehbein-Schule integrierte den Projekttag als erste Schule in den Unterricht.
Im Jahr 2006 wurde eine Gedenktafel für die 1942 deportierten Gemeindemitglieder im Hanauer Hauptbahnhof eingeweiht, 2010 wurde an der Ghetto-Mauer Hanau eine Gedenktafel für die im Nationalsozialismus verfolgten Juden eingerichtet mit 230 Bronzeplättchen, jeweils einem für die im Holocaust Ermordeten.

## Jüdischer Friedhof

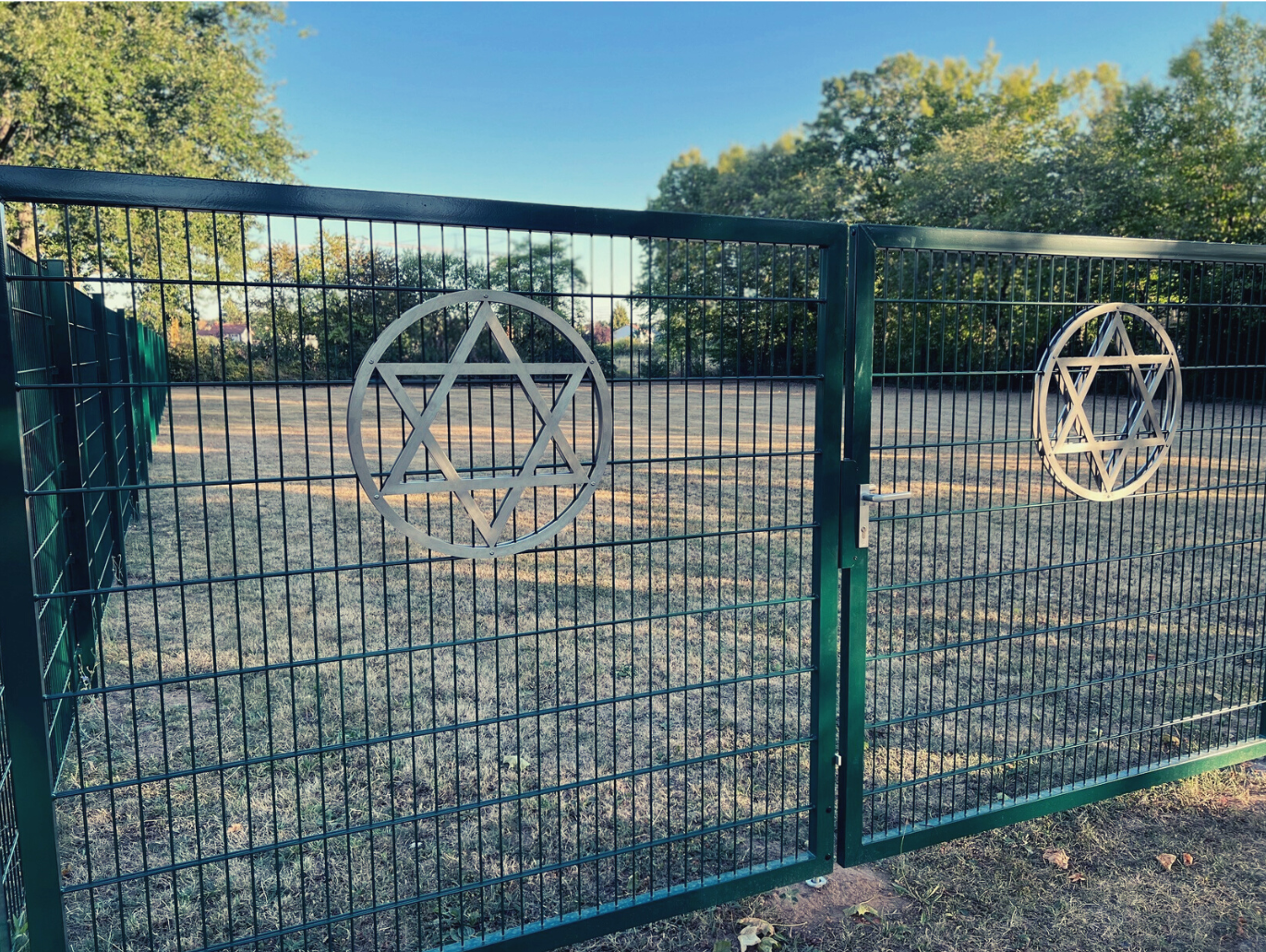
Eingangstor des Jüdischen Friedhofs in Hanau-Kesselstadt

Als Friedhof wird der Neue Jüdische Friedhof in Hanau-Steinheim in der Odenwaldstraße genutzt. In Anbetracht der Vollauslastung des Friedhofs wurde am 20. September 2022 in Hanau ein neuer Jüdischer Friedhof eingeweiht. Das rund 1.300 m² große Areal befindet sich auf dem Friedhof in Hanau-Kesselstadt. Eigentümer des Friedhofs ist der Landesverband der Jüdischen Gemeinden in Hessen.

## Liste der Hanauer Rabbiner
Die Liste ist unvollständig und beruht auf verschiedenen Quellen.
- bis 1609 Jakob Kohen
- 1609–1615 Eliyahu Loanz (1565–1635)
- 1642–1646 Gershon Ashkenazi
- um 1650 Jair Chaim Bacharach
- 1668–1677 Jakob Simon Bosnis
- um 1690 Haggai Enoch Fränkel
- um 1704 Meier Elsass
- 1704–1718 Moshe Broda
- um 1760 Uri Schraga Phoebus Helmann
- 1760–1791 Jakob Benjamin Kronstadt
- 1795–1830 Mose Tobias (Tubia) Sontheimer (1755–1830)
- 1833–1836 Moses Schwarzschild (1804–1875)
- 1835–1882 Samson Felsenstein (1807–1882)[24]
- 1884–1900 Markus Koref (1833–1900)[25]
- 1901–1920 Salomon Menachem Halevi Bamberger (1869–1920)[26]
- 1921–1938 Hirsch Gradenwitz (1876–1943)
- 2006–2010 Menachem Mendel Gurewitz (* 1974)[7][27]
- 2012–2015 Shimon Großberg[28]
- 2017–2019 Michael Yedwabny[29]
- 2019–aktuell Shimon Großberg[30]